# Intoxication par le dibromure de méthyle
L’intoxication par le dibromure de méthyle est reconnue comme maladie professionnelle en France sous certaines conditions.
Ce sujet relève du domaine de la législation sur la protection sociale et a un caractère davantage  juridique que médical.

## Législation enFrance

### Régime général
| Fiche Maladie professionnelle | Fiche Maladie professionnelle | Fiche Maladie professionnelle |
| Ce tableau définit les critères à prendre en compte pour qu'une intoxication par le bromure de méthyle soit prise en charge au titre de la maladie professionnelle                            | Ce tableau définit les critères à prendre en compte pour qu'une intoxication par le bromure de méthyle soit prise en charge au titre de la maladie professionnelle | Ce tableau définit les critères à prendre en compte pour qu'une intoxication par le bromure de méthyle soit prise en charge au titre de la maladie professionnelle |
| Régime Général. Date de création : 19 mars 1948 | Régime Général. Date de création : 19 mars 1948 | Régime Général. Date de création : 19 mars 1948 |
| Tableau no 26 RG | Tableau no 26 RG | Tableau no 26 RG |
| Intoxication professionnelle par le bromure de méthyle | Intoxication professionnelle par le bromure de méthyle | Intoxication professionnelle par le bromure de méthyle |
| --- | --- | --- |
| Désignation des Maladies | Délai de prise en charge | Liste indicative des principaux travaux susceptibles de provoquer ces maladies |
| Troubles encéphalomédullaires - Tremblements intentionnels ; - Myoclonies ; - Crises épileptiformes ; - Ataxie ; - Aphasie et dysarthrie ; - Accès confusionnels ; - Dépression mélancolique. | 7 jours | Préparation, manipulation, emploi du bromure de méthyle ou des produits en renfermant, notamment : - Préparation du bromure de méthyle. - Préparation de produits chimiques et pharmaceutiques au moyen du bromure de méthyle. - Remplissage et utilisation des extincteurs au bromure de méthyle Emploi du bromure de méthyle comme agent de désinfection et de dératisation. |
| Troubles oculaires - Amaurose ou amblyopie ; - Diplopie. | 7 jours | Préparation, manipulation, emploi du bromure de méthyle ou des produits en renfermant, notamment : - Préparation du bromure de méthyle. - Préparation de produits chimiques et pharmaceutiques au moyen du bromure de méthyle. - Remplissage et utilisation des extincteurs au bromure de méthyle Emploi du bromure de méthyle comme agent de désinfection et de dératisation. |
| Troubles auriculaires - Hypoacousie ; - Vertiges et troubles labyrinthiques. | 7 jours | Préparation, manipulation, emploi du bromure de méthyle ou des produits en renfermant, notamment : - Préparation du bromure de méthyle. - Préparation de produits chimiques et pharmaceutiques au moyen du bromure de méthyle. - Remplissage et utilisation des extincteurs au bromure de méthyle Emploi du bromure de méthyle comme agent de désinfection et de dératisation. |
| Accidents aigus (en dehors des cas considérés comme accidents du travail) - Crise épileptiques; - Coma.                                                                                       | 7 jours | Préparation, manipulation, emploi du bromure de méthyle ou des produits en renfermant, notamment : - Préparation du bromure de méthyle. - Préparation de produits chimiques et pharmaceutiques au moyen du bromure de méthyle. - Remplissage et utilisation des extincteurs au bromure de méthyle Emploi du bromure de méthyle comme agent de désinfection et de dératisation. |
| Date de mise à jour : 15 septembre 1955 | | |

### Régime agricole
| Fiche Maladie professionnelle | Fiche Maladie professionnelle | Fiche Maladie professionnelle |
| Ce tableau définit les critères à prendre en compte pour qu'une intoxication par le bromure de méthyle soit prise en charge au titre de la maladie professionnelle                            | Ce tableau définit les critères à prendre en compte pour qu'une intoxication par le bromure de méthyle soit prise en charge au titre de la maladie professionnelle | Ce tableau définit les critères à prendre en compte pour qu'une intoxication par le bromure de méthyle soit prise en charge au titre de la maladie professionnelle                                                                                           |
| Régime Agricole. Date de création : 17 juin 1955 | Régime Agricole. Date de création : 17 juin 1955 | Régime Agricole. Date de création : 17 juin 1955 |
| Tableau no 23 RA | Tableau no 23 RA | Tableau no 23 RA |
| Intoxication professionnelle par le bromure de méthyle | Intoxication professionnelle par le bromure de méthyle | Intoxication professionnelle par le bromure de méthyle |
| --- | --- | --- |
| Désignation des Maladies | Délai de prise en charge | Liste indicative des principaux travaux susceptibles de provoquer ces maladies |
| Troubles encéphalomédullaires - Tremblements intentionnels ; - Myoclonies ; - Crises épileptiformes ; - Ataxie ; - Aphasie et dysarthrie ; - Accès confusionnels ; - dépression mélancolique. | 7 jours | Manipulation et emploi du bromure de méthyle ou des produits en renfermant, notamment : - utilisation comme agent insecticide, rodenticide ou nématicide ; - emploi pour le traitement des sols, dans les conditions fixées par l'arrêté du 25 janvier 1971. |
| Troubles oculaires - Amaurose ou amblyopie ; - Diplopie. | 7 jours | Manipulation et emploi du bromure de méthyle ou des produits en renfermant, notamment : - utilisation comme agent insecticide, rodenticide ou nématicide ; - emploi pour le traitement des sols, dans les conditions fixées par l'arrêté du 25 janvier 1971. |
| Troubles auriculaires - Hypoacousie ; - Vertiges et troubles labyrinthiques. | 7 jours | Manipulation et emploi du bromure de méthyle ou des produits en renfermant, notamment : - utilisation comme agent insecticide, rodenticide ou nématicide ; - emploi pour le traitement des sols, dans les conditions fixées par l'arrêté du 25 janvier 1971. |
| Accidents aigus (en dehors des cas considérés comme accidents du travail) - Crise épileptiques; - Coma.                                                                                       | 7 jours | Manipulation et emploi du bromure de méthyle ou des produits en renfermant, notamment : - utilisation comme agent insecticide, rodenticide ou nématicide ; - emploi pour le traitement des sols, dans les conditions fixées par l'arrêté du 25 janvier 1971. |
| Date de mise à jour : 27 janvier 1976 | | |

## Sources spécifiques
- (fr) Tableau no 26 des maladies professionnelles du régime Général
- (fr) Tableau no 23 des maladies professionnelles du régime Agricole

## Sources générales
- (fr) Tableaux du régime Général sur le site de l’AIMT
- (fr) Guide des maladies professionnelles sur le site de l’INRS